# Dasineura myosotidis
Dasineura myosotidis är en tvåvingeart som först beskrevs av Jean-Jacques Kieffer 1902.  Dasineura myosotidis ingår i släktet Dasineura och familjen gallmyggor. Inga underarter finns listade i Catalogue of Life.